# 茅弘二
茅 弘二（かや こうじ）は日本の歌手。
1980年代後半の数年間にかけて、アニメ・特撮作品の楽曲を歌唱した。

## 代表曲

### 特撮作品
- 『超人機メタルダー』（1987年、挿入歌）
  - ファイティングシュートだ!メタルダー
  - ボルテージ・アップ
  - ネバーギブアップ
  - ダッシュ! サイドファントム
- 『超獣戦隊ライブマン』（1988年、挿入歌）
  - 進め! ライブマーチ
  - Knock! 熱狂のライブ
  - ダッシュ! ライブロボ
  - 正義は不滅さ、ライブマン
  - ライブ・センチュリー 〜俺達の新世紀〜
  - 負けん気満点! ライブマン
  - ライブボクサーの歌
- 『高速戦隊ターボレンジャー』（1989年、挿入歌）
  - 明日にアクセル! ターボロボ

### アニメ作品
- 『湘南爆走族4 ハリケーン・ライダーズ』（1988年、挿入歌）
  - Summer Shine（挿入歌）
- 『戦え!超ロボット生命体 トランスフォーマーV』（1989年、オープニングテーマ）
  - トランスフォーマーV（ビクトリー）
- 『ドラゴンボールZ』（1989年、挿入歌）
  - 修羅色の戦士